# Onosma kurdicum
Onosma kurdicum är en strävbladig växtart som beskrevs av Herwig Teppner. Onosma kurdicum ingår i släktet Onosma och familjen strävbladiga växter. Inga underarter finns listade i Catalogue of Life.